# 천국으로 가는 계단
《천국으로 가는 계단》(A Matter Of Life And Death)은 영국에서 제작된 에머릭 프레스버거 감독의 1946년 판타지, 멜로/로맨스, 코미디 영화이다. 데이빗 니븐 등이 주연으로 출연하였고 마이클 포웰 등이 제작에 참여하였다.

## 출연

### 주연
- 데이빗 니븐
- 킴 헌터

### 조연
- 로버트 쿠트
- 캐슬린 바이론
- 리차드 아텐보로
- 보나 콜레노
- 조안 모드
- 마리우스 고링

## 기타
- 미술: 알프레드 준지
- 의상: 헤인 헤크로스